# Ahden
Ahden ist eine Ortschaft der Stadt Büren im Kreis Paderborn, Nordrhein-Westfalen. Das Dorf hat knapp 1000 Einwohner.

## Geografie
Ahden liegt nordöstlich von Büren am nordwestlichen Rand der Paderborner Hochfläche. Die Alme durchfließt den Ort in nordöstlicher Richtung.
Die Bebauung, überwiegend in Hanglage, schließt beiderseitig die Almeaue ein. Die zu den Gebäuden gehörenden Freiflächen werden in den Wohngebieten vorwiegend als Ziergärten, innerhalb der dörflichen Bebauung als Gemüsegarten genutzt.
Die benachbarten Orte sind im Uhrzeigersinn beginnend im Norden:
- Upsprunge, Stadtteil von Salzkotten
- Wewelsburg, Ortsteil von Büren
- Brenken, Ortsteil von Büren und
- die Stadt Geseke im Kreis Soest.[1]

Die Stadt Paderborn liegt ca. 15 km in nordöstlicher Richtung.

## Geschichte

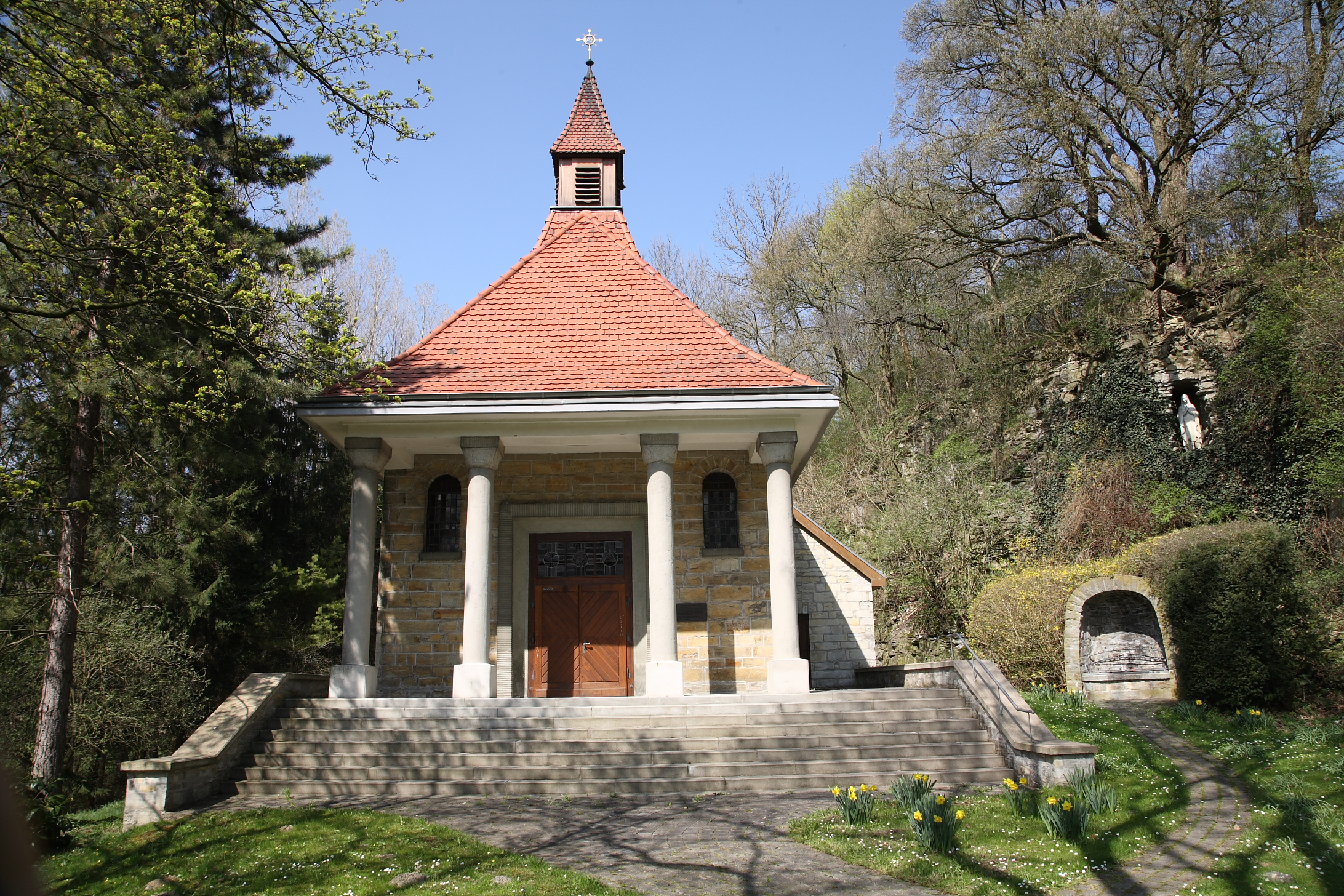
Kluskapelle

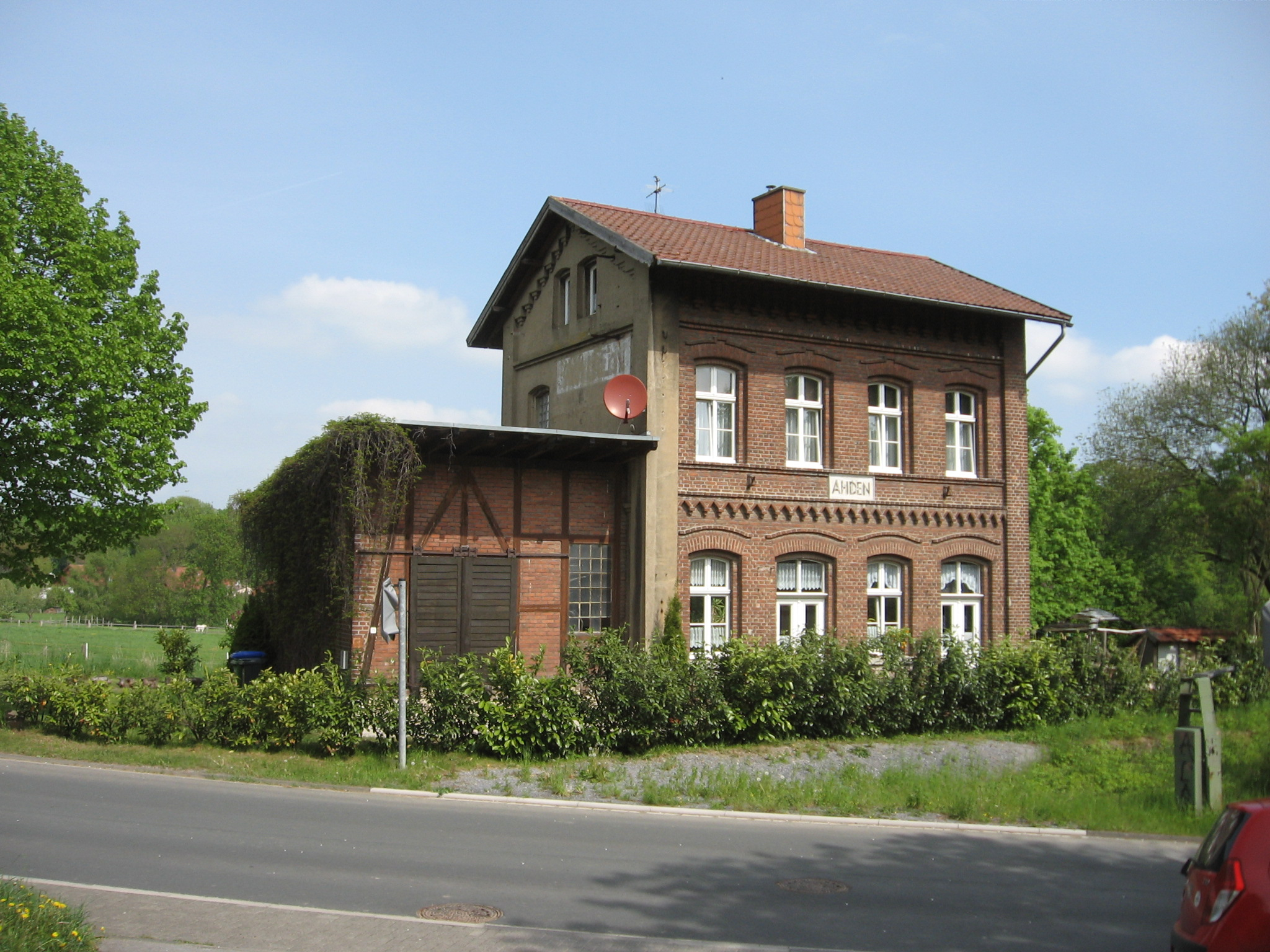
Ehemaliger Bahnhof der Almetalbahn in Ahden

Ahden ist eine der ältesten Siedlungen im Almetal. Sie wurde zum ersten Mal 1177 urkundlich erwähnt. Alte Karten und Aufzeichnungen weisen darauf hin, dass Ahden bereits im 8./9. Jahrhundert unter dem Namen „Adena“ existierte. In den folgenden Jahrhunderten wird Ahden immer wieder erwähnt, konkret mit dem Bau der Kluskapelle im Jahre 1433.
Um das Jahr 1500 drohte Ahden auszusterben, es gab nur noch 30 Einwohner. Im Jahre 1647/48 wurde der Ort mitsamt der Kluskapelle im Dreißigjährigen Krieg durch Carl Gustav Wrangel zerstört. Die Kapelle wurde im Jahre 1700 mitten im Ort wieder aufgebaut und dem Heiligen Antonius geweiht. Sie wurde im Jahre 1912 abgerissen und durch die heutige Pfarrkirche ersetzt. Ahden gehörte durch all die Jahrhunderte zur Pfarrei Brenken, die es seit 835 gab. 1921 erfolgte die Abpfarrung von Brenken, 1922 bekam die Ahdener Pfarrkirche St. Antonius neue Glocken und 1927 eine neue Orgel. Im Jahre 1933 wurde in Ahden eine neue Kluskapelle gebaut.
Ahden war immer ein Dorf, welches von Ackerbau und Viehzucht lebte. Das Handwerk war hier wenig vertreten. Der Ort gehörte bis zu den Napoleonischen Kriegen zum Amt Wewelsburg im Hochstift Paderborn. Im Königreich Westphalen bildete der Ort von 1807 bis 1813 eine Gemeinde im Kanton Büren des Departement der Fulda. 1816 kam die Gemeinde Ahden zum neuen Kreis Büren, in dem sie bis 1895 zum Amt Büren und danach bis 1974 zum Amt Büren-Land gehörte.
1898 wurde die Eisenbahnstrecke Paderborn–Büren mit einem Bahnhof in Ahden eingeweiht. Bereits 1974 wurde der Bahnbetrieb im nördlichen Bereich der Almetalbahn mit Ahden eingestellt. Ende der 1960er-Jahre wurden Pläne für den Regionalflughafen Paderborn/Lippstadt westlich von Ahden umgesetzt und Anfang der 1970er-Jahre die Bundesautobahn 44 südlich von Ahden gebaut.
Nach dem Zweiten Weltkrieg wurde in Ahden für einen kräftigen Wiederaufbau gesorgt. So entstand Ende der 1950er-Jahre die Siedlung Sieksberg und Ende der 1960er-Jahre die Siedlung Winkelfeld. 1955 entstand eine neue Schule, nachdem es fast 150 Jahre zwei Schulen – nämlich eine Knaben- und eine Mädchenschule – gegeben hatte. Auch für Ahdener Vereine wurde ein neues Zuhause geschaffen. Der Schützenverein baute sich eine neue Halle – die „Hellweghalle“. So wechselte der BSV Ahden oftmals seinen Platz, bis er oberhalb der heutigen Hellweghalle im Ahdener Sportheim sein Zuhause fand.
Die Freiwillige Feuerwehr baute 1965 ein Feuerwehrhaus, das 2003 durch ein zeitgerechteres mit Schulungsraum und größerer Fahrzeughalle an der Hellweghalle ersetzt wurde.
Am 1. Januar 1975 wurde Ahden in die Stadt Büren eingemeindet; gleichzeitig kam die Stadt Büren zum Kreis Paderborn.

## Politik
Der Ortsvorsteher ist Murat Turgut (CDU). Stadtratsmitglieder sind Siegfried Finke (CDU) und Peter Salmen (SPD).

## Wirtschaft
Der Flughafen Paderborn/Lippstadt liegt auf Ahdener Gebiet und ist der größte Arbeitgeber. Neben dem Flughafen ist die Landwirtschaft der größte Wirtschaftszweig. Es hat auch die Kreisfeuerwehrzentrale des Kreises Paderborn ihren Stützpunkt in Ahden am Flughafen gefunden. Daneben sind auch Bundespolizei, Zoll und die Polizei in Ahden am Flughafen vertreten.
Um den Flughafen hat sich ein Gewerbegebiet entwickelt, welches verschiedensten Unternehmen Platz bietet.